# Drapeau de Paris
Le drapeau de Paris, emblème de la capitale française, est un drapeau bicolore bleu et rouge portant les armoiries de la ville au centre,.

## Description
Le drapeau est divisé verticalement en deux bandes portant les couleurs traditionnelles de Paris : bleu à gauche et rouge à droite. Le bleu ferait référence à sainte Geneviève ou saint Martin[réf. nécessaire], le rouge à saint Denis[réf. nécessaire].
Il est de tradition d'expliquer que les couleurs de Paris sont à l'origine des bandes bleue et rouge du drapeau de la France réunies au blanc, symbole traditionnel de la monarchie en France. Les manuels d'histoire, suivant en cela les Mémoires de La Fayette, racontent que les couleurs du drapeau français ont pour origine la cocarde tricolore inventée par La Fayette, chef de la Garde nationale, ou par Bailly, maire de Paris. Cette cocarde aurait été créée ou présentée au roi Louis XVI qui se rendait à l’Hôtel de ville de Paris le vendredi 17 juillet 1789, trois jours après la prise de la Bastille, le monarque recevant ce symbole appelé alors « cocarde royale et bourgeoise ». Une autre histoire veut que le roi ait posé la cocarde bleu et rouge sur sa propre cocarde blanche, scellant la réconciliation entre la royauté et Paris. En réalité, plusieurs tentatives sont faites : cocarde verte de  Camille Desmoulins, cocarde bleu-blanc-rose mentionnée par le libraire Hardy dans son Journal daté du 14 juillet. Selon l'historien Michel Pastoureau, les origines du drapeau français sont énigmatiques et doivent être recherchées plus en amont de la Révolution française. Si le bleu et le rouge représentent bien Paris au XVIe siècle, ces couleurs en 1789 ne représentent plus que marginalement la ville, pour laquelle on utilise alors beaucoup plus le rouge et tanné (rouge-marron). De plus, les couleurs bleu et rouge de Paris ont probablement été retenues pour leur contraste avec la couleur blanche centrale, qui ne représentait le roi qu'aux armées. L'origine plus probable de ces couleurs adoptées par les révolutionnaires remonte aux habitudes chromatiques de la dynastie des Bourbons, qui use épisodiquement d'une livrée tricolore, et surtout en miroir de la Révolution américaine (1775-1783), dont le drapeau adopté en 1777 arbore les trois couleurs bleu, blanc, rouge. La décision de la Convention, en date du 15 février 1794, d'adopter les trois couleurs bleu, blanc, rouge pour le pavillon de la marine de guerre n'a vraisemblablement pas de lien avec la Révolution américaine. Les motifs du choix des couleurs du drapeau américain sont inconnus, mais il est probable que les révolutionnaires américains aient choisi les mêmes couleurs que celles du drapeau du Royaume-Uni, créé en 1606 après l'Union des Couronnes d'Écosse (bannière bleue avec un sautoir blanc) et d'Angleterre (bannière blanche à croix rouge avec un sautoir) sous leur monarque commun Jacques Stuart (Jacques VI en Écosse et Jacques Ier d'Angleterre).